# Šidélko rudoočko
Šidélko rudoočko (Erythromma najas) je druh hmyzu z čeledi šidélkovití vyskytujícího se od západní Evropy až po východní Asii. Dospělci létají od května do srpna. 

## Popis

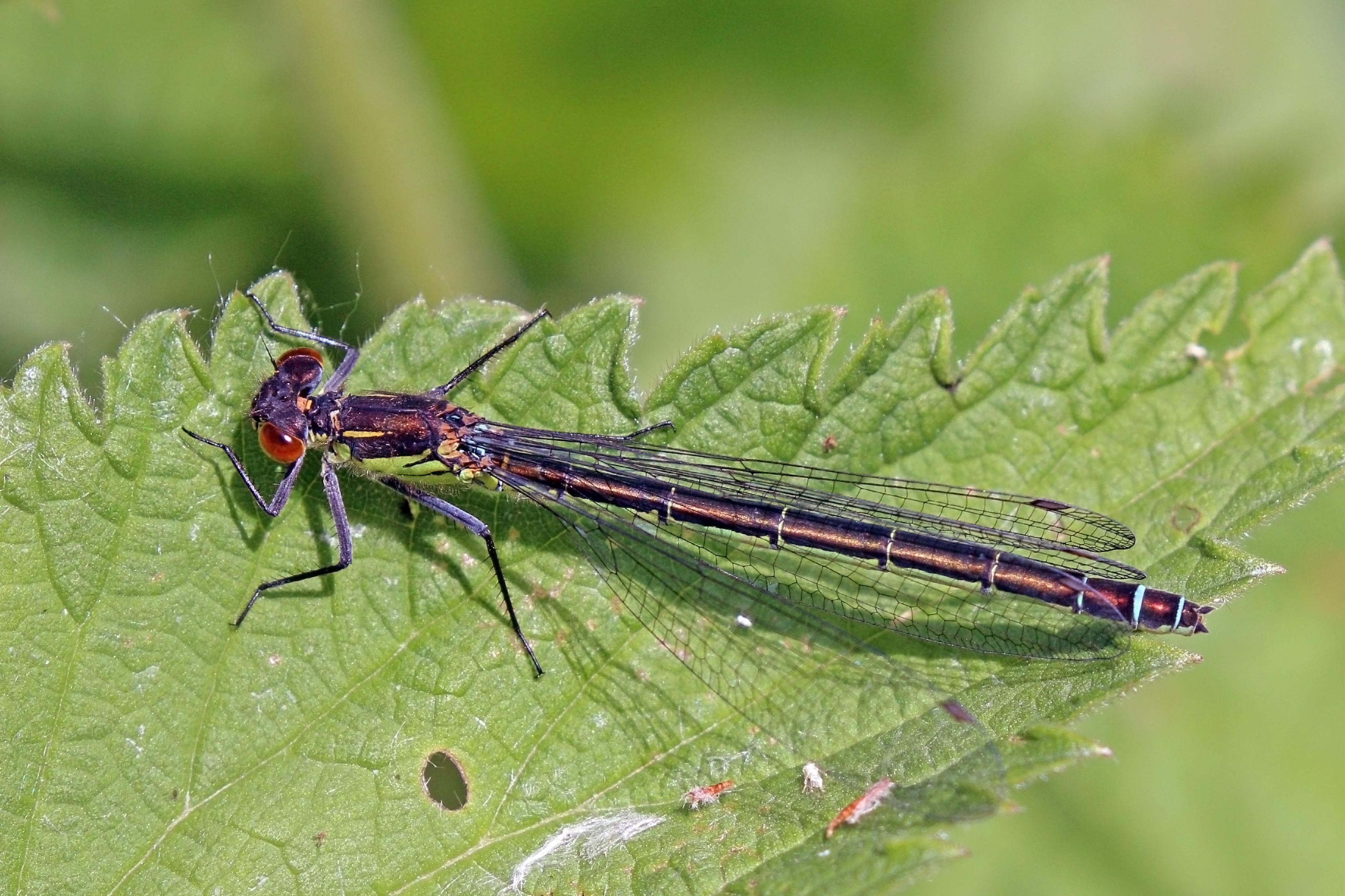
Antehumerální pruhy samice

Šidélko rudoočko má poměrně mohutné tělo, jeho délka se pohybuje v rozmezí 30–36 mm. U samců je tělo celé černomodré, oči jsou výrazně červené. Tělo samic je také tmavé, zbarvení ale přechází spíše do zelena než do modra, oči jsou zelenohnědé. Samice má navíc dva antehumerální pruhy, které svým tvarem připomínají vykřičníky.

## Výskyt
Výskyt šidélka rudoočka zasahuje od západní Evropy až po Japonsko ve východní Asii. V Evropě chybí v severských oblastech (Irsko, Skotsko, Skandinávie), na Pyrenejským poloostrově a ve většině Středomoří. Dále chybí ve vysokohorských oblastech Evropy (např. Tatry a Alpy). V Česku se vyskytuje s výjimkou horských oblastí po celém území, není avšak hojné. Preferuje jezera, rybníky a říční nivy, a to především jejich dolní toky.

## Chování
Jedinci šidélka rudoočka poletují nad vodní hladinou, kde usedají na okolní vegetaci, často na plovoucí listy rostlin z rodů leknín, stulík, nebo rdest, kde se páří. Zde pak žijí také larvy. Nymfy se poté živí hmyzem žijícím ve vodě.

## Podobné druhy vČesku

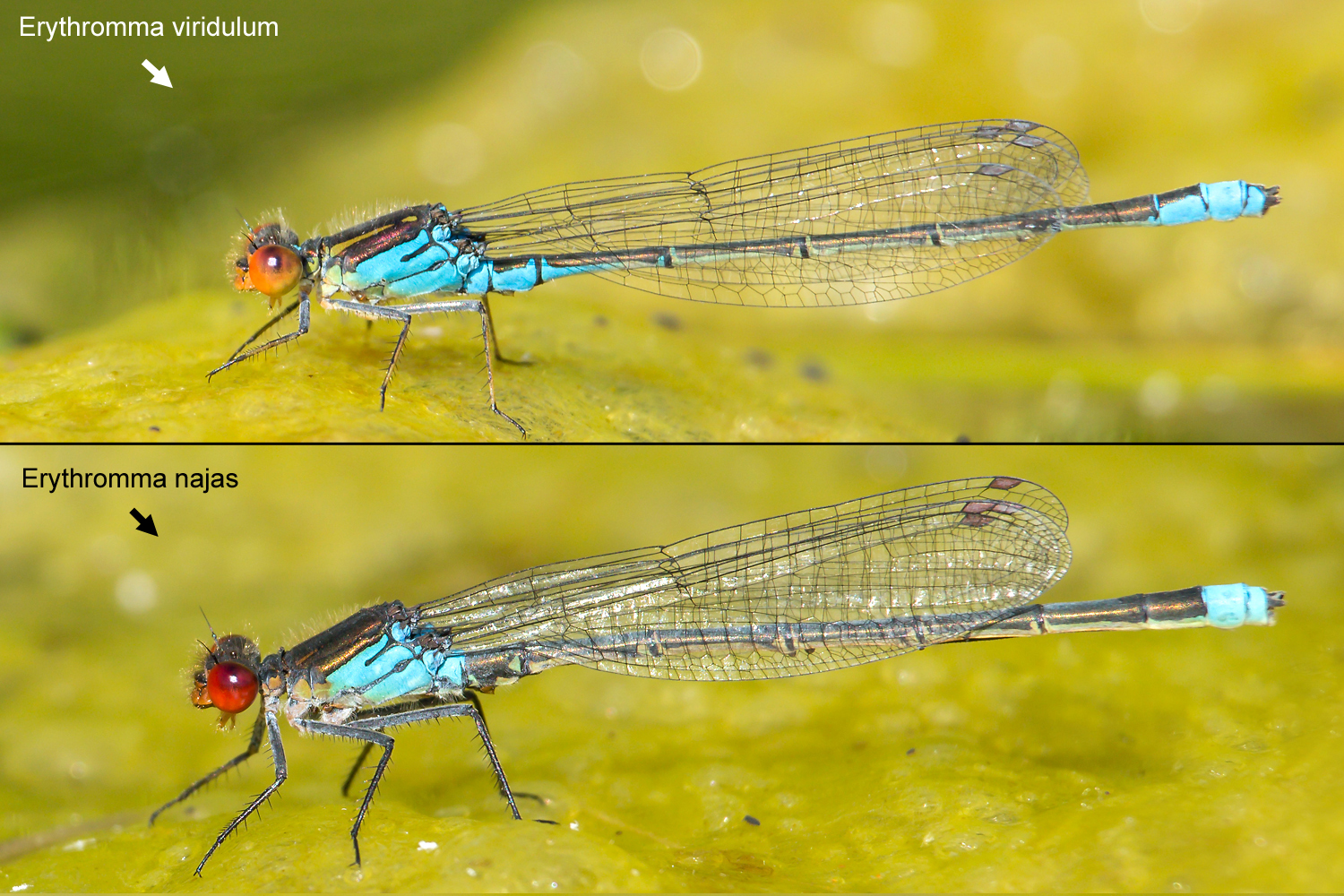
Rozdíl mezi E. viridulum a E. najas

- Šidélko znamenané (Erythromma viridulum) – 10. článek zadečku samců má modrou skvrnu ve tvaru písmene „X“.[6]